# Transkranielle Magnetstimulation

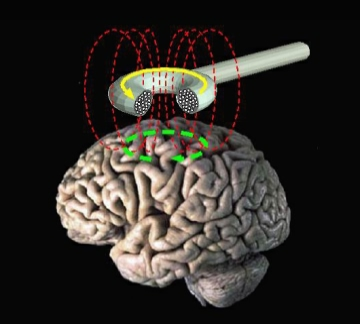
Schematische Darstellung der transkraniellen Magnetstimulation

Die transkranielle Magnetstimulation (transkraniell in etwa „durch den Schädel“), kurz TMS, ein Verfahren der Neuromodulation, ist eine Technologie, bei der mit Hilfe starker Magnetfelder Bereiche des Gehirns sowohl stimuliert als auch gehemmt werden können. Damit ist die TMS ein nützliches Werkzeug in der neurowissenschaftlichen Forschung. Darüber hinaus wird die transkranielle Magnetstimulation in beschränktem Umfang in der neurologischen Diagnostik eingesetzt oder für die Behandlung von neurologischen Erkrankungen wie dem Tinnitus, der Apoplexie, der Epilepsie oder der Parkinson-Krankheit vorgeschlagen, sowie in der Psychiatrie für die Therapie affektiver Störungen, allen voran der Depression, aber auch von Zwangsstörungen, und spezifischen Störungen des Substanzkonsums sowie aus dem Schizophrenie Spektrum. Aus bisher durchgeführten Studien lässt sich eine antidepressive Wirksamkeit repetitiver TMS (rTMS) auch durch eine Reihe von Metaanalysen belegen, die in der Gesamtsicht die antidepressive Wirksamkeit der transkraniellen Magnetstimulation mit hoher Evidenz erkennen lässt. Das Verfahren wurde in die Nationale Versorgungsleitlinie Unipolare Depression aufgenommen.

## Geschichte der TMS
Erste transkranielle (v. lat. transkraniell = durch den Schädel hindurch) Magnetstimulationen gelangen dem Arzt und Physiker Jacques Arsène d’Arsonval Ende des 19. Jahrhunderts am Collège de France in Paris. Er nutzte Starkstromspulen, wie sie in elektrischen Kraftwerken benutzt werden, um sich selbst und seine Probanden zu stimulieren, und konnte so nachweisen, dass ein sich veränderndes Magnetfeld in menschlichen Geweben einen Stromfluss induziert. Es folgten, vor allem in Selbstversuchen durchgeführte, Experimente mit sehr großen Spulen, die den Kopf der Probanden oft vollständig umschlossen. Die Probanden sahen lebhafte Phosphene (Magnetophosphene) und erlebten Kreislaufstörungen und Schwindelattacken bis hin zu Bewusstseinsverlusten. Neuere Forschungen gehen davon aus, dass die beobachteten Effekte nicht durch die Stimulation des Gehirns, sondern durch direkte Stimulation der Sehnerven und der Retina zustande kamen.
An der University of Sheffield wurde von Anthony Barker 1985 die moderne Variante der Transkraniellen Magnetstimulation vorgestellt. Sie ist auf die technische Entwicklung leistungsfähiger Kondensatoren zurückzuführen und verwendet deutlich kleinere Spulen, die die Großhirnrinde nur in einem kleinen Bereich stimulieren. Die Magnetstimulation des schädelnahen Kortex ist seitdem nahezu ohne Unannehmlichkeiten für die Probanden bzw. Patienten und technisch einfach.

## Technische Grundlagen
Die TMS nutzt das physikalische Prinzip der elektromagnetischen Induktion. Eine tangential am Schädel angelegte Magnetspule erzeugt ein kurzes Magnetfeld von 200 bis 600 µs Dauer mit einer magnetischen Flussdichte von bis zu 3 Tesla.
Die dadurch ausgelöste elektrische Potentialänderung in der schädelnahen Hirnrinde bewirkt eine Depolarisation von Neuronen mit Auslösung von Aktionspotentialen. Die Stärke dieses magnetischen Feldes fällt mit der Entfernung von der Spule in erster Näherung exponentiell ab und hängt von den Eigenschaften des Kondensatorstromes und der Spule ab. Die Stromstärke in der Spule erreicht mehr als 15000 Ampere. Verwendet werden sogenannte Rundspulen und Doppelspulen. Letztere bestehen aus zwei Rundspulen, die sich jeweils am Rand berühren oder überlagern. Dadurch wird das Magnetfeld beider Teilspulen in dem Mittelteil der Spule überlagert und somit verstärkt. Doppelspulen werden aufgrund ihrer Form auch als Acht- oder Schmetterlingsspulen bezeichnet.
Elektrotechnisch werden bei gängigen Magnetstimulatoren grundsätzlich monophasische von biphasischen Schaltungen unterschieden. Ein Schwingkreis wird von einem Thyristor geschlossen. Nach einer halben Periode kehrt sich die Stromrichtung um. In der monophasischen Schaltung wechselt der Kondensator nach einer Viertelschwingung seine Polarität und kann deshalb nicht durch den zurückschwingenden Strom wieder aufgeladen werden. Stattdessen wird der Strom über eine Diode und einen Widerstand dissipiert. Dagegen wird in der biphasischen Schaltung der Kondensator vom zurückschwingenden Strom wieder aufgeladen. In der Spule resultiert daher in der monophasischen Schaltung ein exponentiell abklingender Strom, in der biphasischen Schaltung ein Strom, der einer gedämpften Sinusschwingung ähnelt.
Ebenfalls unterschieden wird die Stimulation mit einzelnen Magnetfeld-Pulsen von der Stimulation mit Impuls-Salven, die so genannte repetitive Magnetstimulation (rTMS). Für die rTMS werden vor allem biphasische Strompulsformen verwendet. Technisch sind heute Salven von bis zu 100 Hz möglich. Grenzen werden der rTMS heute vor allem durch die Erwärmung der Spule gesetzt. An der Entwicklung gekühlter Spulen wird gearbeitet.

## Wirkung
Die Magnetstimulation führt im Gehirn zur Auslösung von Aktionspotentialen. Der genaue Mechanismus ist trotz intensiver Forschung seit Einführung der Methode 1985 nach wie vor nicht in allen Einzelheiten verstanden.
Ab einer bestimmten Magnetfeldstärke wird ein ausreichend starkes elektrisches Feld in der schädelnahen Großhirnrinde erzeugt, um Neuronen zu depolarisieren. Diese Depolarisation findet am ehesten am Axon statt. Verläuft das induzierte elektrische Feld in Verlaufsrichtung des Axons, so ist die benötigte Magnetfeldstärke am kleinsten. Somit ist die Depolarisationsrichtung maßgeblich für die Unterbindung einer großwelligen Depolarisation, die sowohl den endokrinen Haushalt, als auch körpereigene vasoaktive Autakoide initiieren kann. Die Magnetfeldstärke, die gerade benötigt wird, um eine Wirkung am Neuron zu bewirken, nennt man in der Neurophysiologie Erregungsreizschwelle. Nervenenden, -verzweigungen und vor allem -biegungen haben eine besonders niedrige Erregungsschwelle.

## Anwendung
Verwendet wird die TMS in der neurowissenschaftlichen Forschung, in der Neurologie und in der Psychiatrie. Von wissenschaftlichem Interesse ist vor allem die kurzfristige Störung einer kleinen Hirnregion, um deren physiologische Funktion zu untersuchen. So kann man mit der Magnetstimulation über dem motorischen Kortex Muskelzuckungen auslösen, über der Sehrinde kann man Phosphene, aber auch Skotome erzeugen. Die rTMS von Hirnregionen, die für Sprache zuständig sind, kann für einige Minuten zur Verschlechterung der sprachlichen Ausdrucksfähigkeit der Probanden führen.
Klinische Anwendungen beschränken sich meistens auf Einzelpulse über dem motorischen Kortex oder auf repetitive Stimulation:
- Die Auslösung von Muskelzuckungen durch Stimulation des motorischen Kortex wird in der Neurologie diagnostisch genutzt. Sie führt zu elektrischen Potentialen (motorisch evozierte Potentiale; MEP), die mit Elektroden relativ einfach abzuleiten sind. Bestimmte Erkrankungen des Gehirns und des Rückenmarkes wie die Multiple Sklerose führen zu Veränderungen der MEP, die deshalb eine wichtige diagnostische Stütze darstellt. Ebenso von diagnostischem Interesse ist die Veränderung von Reizschwellen bei verschiedenen neurologischen Erkrankungen wie der Migräne oder der Epilepsie. Auch die Anwendung von Psychopharmaka oder Drogen führt zu Veränderungen der Reizschwelle, die mit der TMS messbar sind.

- Die rTMS (repetitive TMS) kann zu einer Gewöhnung (Habituation) an die Stimulation führen, wodurch es zu einer längerfristigen Veränderung der Aktivität der Gehirnrinde im stimulierten Bereich kommen kann. So kann man die Bewegungsfähigkeit von Probanden durch rTMS des motorischen Kortex für einige Minuten verschlechtern. Ebenfalls verändern kann man die Aktivität des präfrontalen Cortex, was man bei der Behandlung der Depression in der Psychiatrie zu nutzen versucht. Die antidepressive Wirkung wurde in Meta-analysen von randomisiert-kontrollierten Studien nachgewiesen[5], Langszeitstudien zur Untersuchung der Erhaltung der Effekte fehlen aber noch weitgehend. Die Behandlungsintensität – je nach Studie häufig zwischen 90 und 120 % – wird über die individuelle Motorschwelle bestimmt. Mit der rTMS versucht man – ohne die Risiken der Elektrokrampftherapie – therapierefraktäre Depressionen mit einer Frequenz von 10 Hz (entspricht dem Alpha-Rhythmus der Hirnwellen im Entspannungszustand) in verschiedenen „trains“ (Sequenzen) mit unterschiedlicher Anzahl von Sitzungen zu behandeln. Heute wird häufig die in der Behandlungszeit deutlich verkürzte und vergleichbar wirksame (intermittierende) Theta-Burst Stimulation (TBS) angewendet.[6] Im Falle von Schizophrenien verwendet man eine Stimulationsfrequenz von etwa 1 Hz (vergleiche Abstracts über pubmed.gov).

In der wissenschaftlichen Forschung ist die Bandbreite der Anwendungen größer.
Ein prinzipielles Problem bei der Stimulation durch TMS stellt die räumliche Auflösung dar. Es ist unklar, inwieweit verbundene Regionen durch die Stimulation einer Zielregion stimuliert werden. Somit ist es schwierig, Aussagen über die exklusive Rolle eines stimulierten Hirnareals zu treffen.
Ein weiteres Problem ergibt sich aus der Tatsache, dass TMS-Stimulationen bezüglich ihrer Intensität derzeit noch nicht standardisierbar sind: Die Standardisierung der Stimulation mittels oben genannter Relation zur Motorschwelle ist fragwürdig, da dieser Grenzwert in anderen Hirnregionen innerhalb des gleichen Kopfes keinerlei Korrelation aufweist.
Man weiß also nicht, wie stark ein bestimmtes Areal stimuliert wurde, auch nicht dann, wenn die Motorschwelle als Referenz angegeben wird.
In der Anwendung der unten ausgeführten Stimulationsprotokolle gibt es oft widersprüchliche Ergebnisse, die von Studie zu Studie wie auch von Versuchsperson zu Versuchsperson variieren können. Die komplexen Strukturen des Gehirns werden durch unterschiedliche Protokolle vermutlich in vielerlei Hinsicht beeinflusst, so dass präzise Aussagen über die Wirkungsweise einzelner Protokolle bisher nicht möglich sind:
- Mittels Einzelpulsen lassen sich Hirnareale zeitlich gut definiert und kontrolliert beeinflussen. Dies erlaubt mit bestimmten Verarbeitungsschritten (z. B. im visuellen System) direkt zu interferieren und somit diese Verarbeitungsschritte zeitlich (relativ zur Stimulusdarbietung) genau zu bestimmen. Der Nachteil des Einzelpulses ist seine geringe Energie, so dass sich oftmals nur sehr schwache Reize in ihrer Verarbeitung stören lassen oder die Störung sehr gering ausfällt.
- Mit einem Doppelpuls (paired pulse) bleibt ein Großteil der zeitlichen Präzision erhalten, der Einfluss auf die neuronale Verarbeitung ist wesentlich größer.
- Die sogenannte Theta-burst-Stimulation hat sich in der Vergangenheit wegen der Eignung zur Langzeitpotenzierung als nützlich erwiesen, um neuronale Verbindungen in ihrer Stärke zu verbessern. Theta-burst-Stimulation besteht aus mehreren kurzen Salven (von 50–100 Hz für 100–1000 ms), die durch ein längeres Zeitintervall (Sekunden) voneinander zeitlich getrennt sind. Hirnregionen sind vermutlich dann Teil eines Netzwerkes, wenn sie nach Theta-burst-Stimulation eine größere Synchronizität ihrer Aktivität aufweisen als zuvor.
- Repetitive Stimulation (rTMS) wird in der Forschung ähnlich eingesetzt wie in der klinischen Anwendung.
- Eine weitere Möglichkeit, die wiederum aus jeder der angeführten Anwendungen bestehen kann, ist die simultane Stimulation verschiedener Hirnarealen mit zwei oder mehr Spulen, um den Einfluss der Areale aufeinander oder ihre Rolle in einem Netzwerk genau studieren zu können.

## Risiken und Nebenwirkungen
Die Eignung zur TMS ist eine Einzelfallentscheidung. Seit Einführung der Magnetstimulation 1985 sind kaum Nebenwirkungen beobachtet worden. Die häufigste Nebenwirkung sind vorübergehende Kopfschmerzen, die vor allem bei Mitstimulation von Muskulatur auftreten. Sehr selten kann bei der rTMS ein epileptischer Anfall ausgelöst werden. Deshalb wurden 1998 in einem Konsens verschiedener Wissenschaftler Anwendungsvorschriften für die TMS erarbeitet, um die Risiken zu minimieren, z. B. dadurch, dass Risikopersonen aus wissenschaftlichen Experimenten ausgeschlossen werden. Aktuelle Übersichtsarbeiten beurteilen dieses Risiko als gering, selbst bei Patienten, die Medikamente mit Wirkung auf das zentrale Nervensystem einnehmen. Für die Anwendung neuerer Stimulationsarten und Spulenvarianten, wie bei der weniger fokalen tiefen transkraniellen Magnetstimulation (dTMS), lagen zum Zeitpunkt der Evaluation noch keine ausreichenden Daten vor.